# Deutsches Theater (München)
Het Deutsche Theater te München is een aan de Schwanthalerstraße 13 te München gevestigde schouwburg.

## Functie
Het gebouw , dat ca. 1500 zitplaatsen heeft, wordt voor operette-, musical- en toneelvoorstellingen gebruikt. Ook is het in gebruik als balzaal, o.a. voor gekostumeerde bals, allerlei shows en, al sinds het allereerste begin,  voor het grote bal van het jaarlijkse carnaval ( in Beieren Fasching genaamd).

## Geschiedenis
De bouw van het door de architecten Alexander Bluhm, Josef Rank en Karl Stöhr in neobarokstijl ontworpen theater was voltooid in 1896. Het gebouwencomplex omvatte een grote zaal met 1679 zitplaatsen, een kleine zaal met 300 plaatsen, Silbersaal genaamd, horecagelegenheden, winkels en woningen. In de begintijd was het erg in trek voor variété-voorstellingen, en er vonden ook sportwedstrijden in het gebouw plaats. In februari 1919 vergaderde hier het eerste congres van de Arbeiders- en Soldatenraad van de Münchense Radenrepubliek. In de jaren daarna was Hans Gruß, een bekend ondernemer op het gebied van entertainment, directeur van dit theater. Hij organiseerde er onder andere  optredens van Karl Valentin. Grote beroering ontstond in 1929, toen Josephine Baker er zou optreden, deze voorstelling werd op het laatste moment, als zijnde in strijd met de wetten op het gebied van openbare zedelijkheid,  afgelast.
Hoewel Gruß lid was van de NSDAP, liet hij toneelstukken van joodse schrijvers opvoeren, wat in 1935 tot zijn ontslag en de nazificatie van het repertoire in het Deutsche Theater leidde. Op 9 maart 1943 werd het gebouw, op de Silbersaal na, door een geallieerd bombardement verwoest. In 1951 werd het deels herbouwde complex weer in gebruik genomen.
In 1961 was de première van West Side Story een sensationeel succes, het was de eerste kennismaking van het Beierse publiek met het fenomeen musical. Sindsdien was het Deutsche Theater speellocatie voor vele andere musicals. In 1982 vond een renovatie in pop art-stijl plaats. Daarna werd het theater eigendom van een GmbH waarvan de gemeente München alle aandelen bezit; het is dus nu in feite een stadsschouwburg.
Van 2008 tot 2014 was het gebouw wegens renovatie gesloten. Sinds de heropening door de Beierse minister-president Franz Josef Strauß is het vooral befaamd vanwege de musicaluitvoeringen en het Fasching-bal (carnavalsbal).

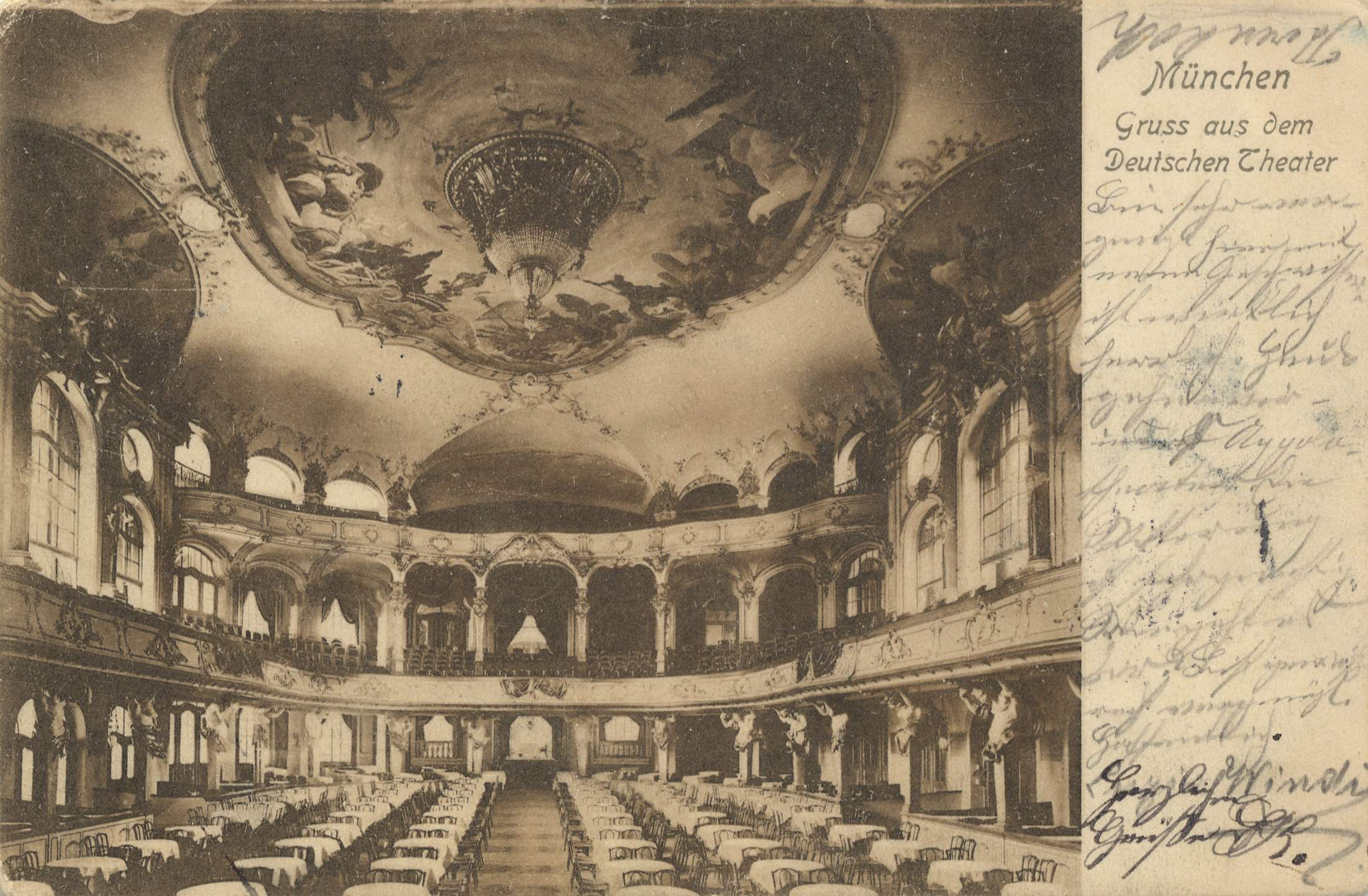
Ansichtkaart uit 1902
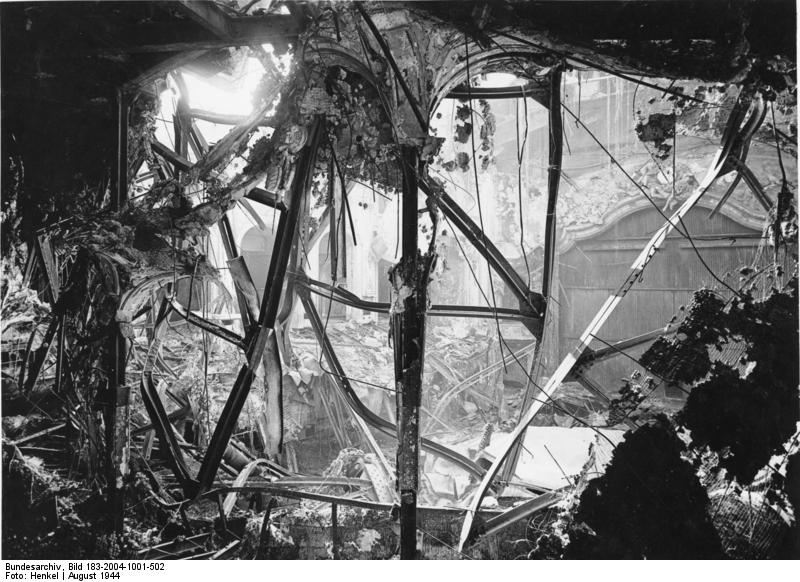
Verwoest theater in september 1944
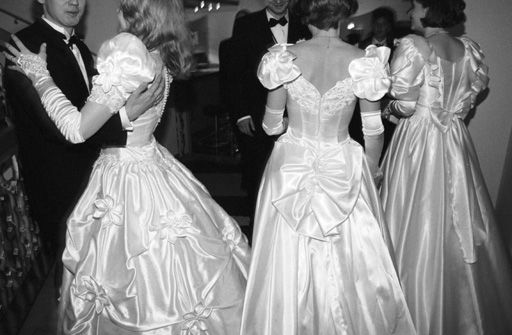
Debutantenbal in 1996
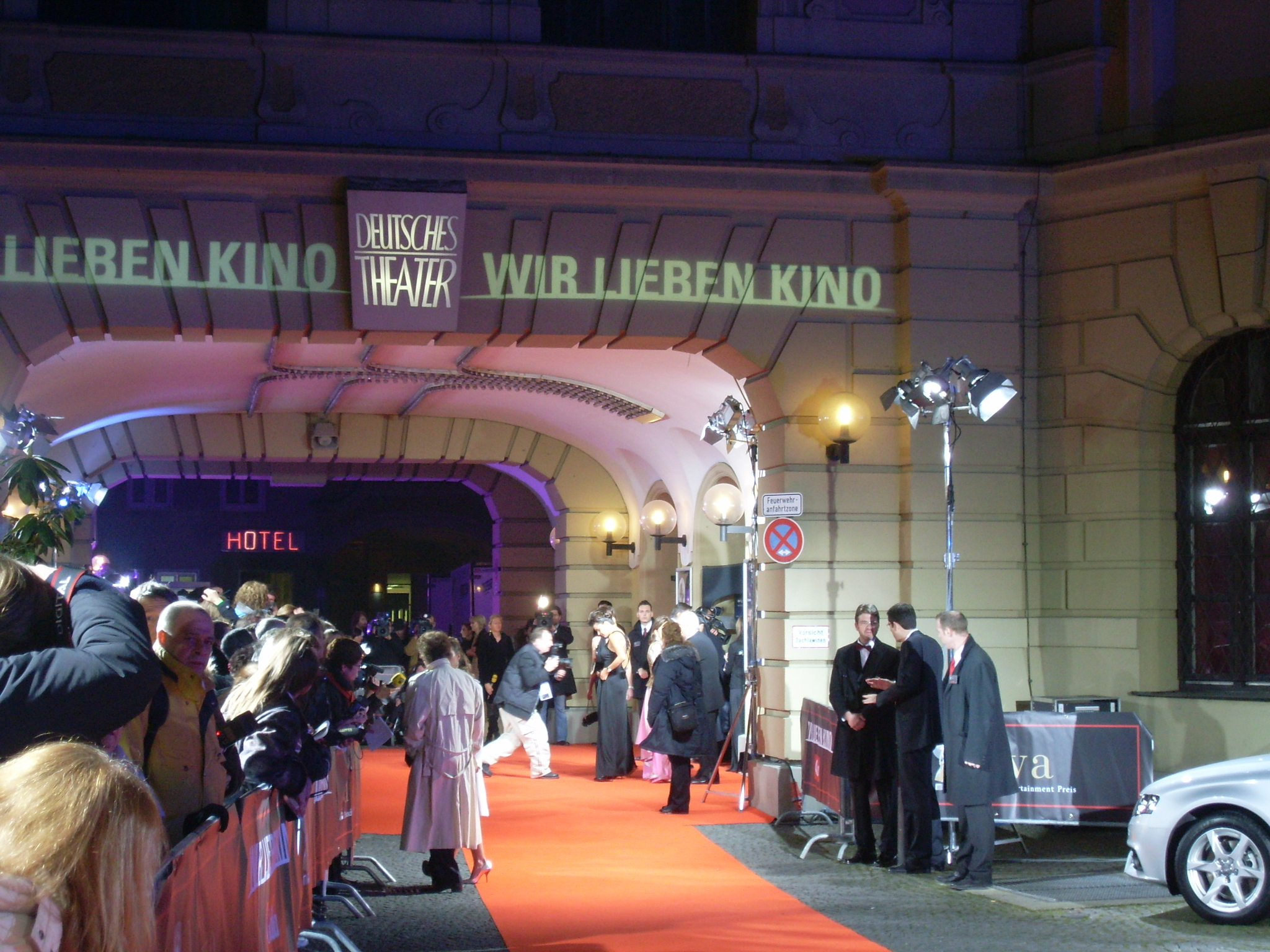
Uitreiking DIVA-filmprijzen, 2008